# Cesny-Bois-Halbout
Cesny-Bois-Halbout és un antic municipi francès situat al departament de Calvados i a la regió de Normandia. L'any 2018 tenia 605 habitants. Des del 1r de gener de 2019 es va integrar en el municipi nou de Cesny-les-Sources amb l'estatut de municipi delegat. Cesny-les-Sources és el resultat de la fusió de Cesny-Bois-Halbout,  Acqueville, Angoville, Placy i Tournebu.
La seu del municipi nou de Cesny-les-Sources es troba a l'antiga leproseria que va ser restaurada i adaptada a la nova funció.

## Demografia
El 2007 tenia 654 habitants. Hi havia 220 famílies i 242 habitatges: 221 habitatges principals, 9 segones residències i 12 desocupats. 213 eren cases i 26 eren apartaments.
La població ha evolucionat segons el següent gràfic:

## Economia
El 2007 la població en edat de treballar era de 325 persones, 241 eren actives i 84 eren inactives. Hi havia una trentena d'empreses i entitats de l'administració pública així com una escola elemental. L'any 2000 hi havia 16 explotacions agrícoles que conreaven un total de 456 hectàrees.